# Chromopleustes johanseni
Chromopleustes johanseni är en kräftdjursart som först beskrevs av Gurjanova 1951.  Chromopleustes johanseni ingår i släktet Chromopleustes och familjen Pleustidae. Inga underarter finns listade i Catalogue of Life.